# Elizabeth Pulman
Elizabeth Pulman (Cheshire, Inglaterra, 1836–1900) fue una fotógrafa de Nueva Zelanda. Está considerada la primera fotógrafa profesional de este país. Tuvo un estudio fotográfico en Auckland junto a su marido George Pulman. Este estudio legó un importante conjunto de fotografías de gran valor histórico, entre ellas, retratos de destacados jefes Maoríes del norte de la isla como Tawhiao, el Segundo Rey Maorí.